# Кириккале
Кириккале́ (тур. Kırıkkale) — місто і район в центральній Туреччині, адміністративний центр провінції Кириккале. Станом на 2011 рік в місті проживало 193 950 чоловік, у цілому в районі проживало 202 098 чоловік. Площа району становить 634 км².

## Галерея

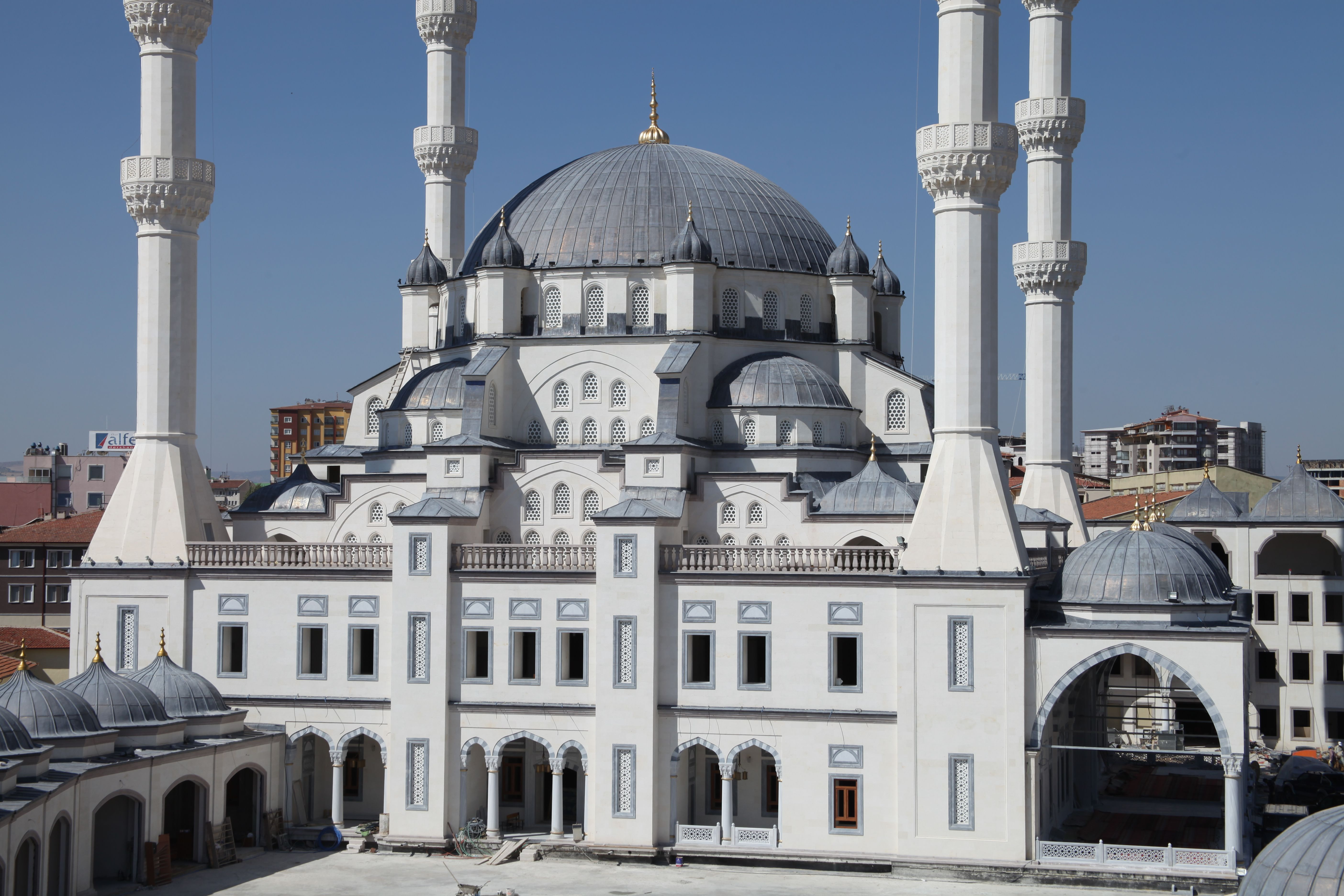
Соборна мечеть